# Podestà di Ascoli Piceno
I podestà di Ascoli Piceno furono i podestà a capo del governo cittadino di Ascoli Piceno dal 1183 al 1815.

## Storia
Secondo la tradizione storica locale, nel 1183, Berardo di Massio fu designato come il primo Podestà del Comune di Ascoli. Tuttavia, il primo documento ufficiale che menziona i consoli, ma non il podestà, risale a una lettera datata 1197 inviata da papa Celestino III. È possibile affermare con sicurezza che dall'inizio del XII secolo Ascoli iniziò il proprio cammino verso l'istituzione di un comune autonomo, con giurisdizione su un vasto territorio e distretto circostante.
Nella fase iniziale della sua costituzione, accanto al Podestà, figura che incarnava il supremo potere cittadino, sorsero istituzioni cruciali quali il Consiglio Generale, il Consiglio Speciale o dei Ducento, il Consiglio di Credenza - noto anche come Consiglio d'Ordine - e le magistrature del Capitano del Popolo e degli Anziani. Successivamente, a partire dalla seconda metà del XV secolo, con la riduzione delle competenze del Podestà alla sola amministrazione della giustizia e la scomparsa del Capitano del Popolo, oltre a mutamenti politici significativi, gli Anziani, affiancati dal Consiglio Generale e da un Consiglio di Nobili, noto come Consiglio dei Cento e della Pace, assunsero il ruolo di suprema magistratura del comune. Tuttavia, la loro autorità e autonomia furono notevolmente limitate dalla presenza costante in Ascoli di un governatore, rappresentante diretto del potere pontificio. Questo sistema di governo della città e del suo territorio perdurò fino alla costituzione del Regno d'Italia napoleonico.
Nel 1798, Ascoli entrò a far parte della Repubblica Romana (15 febbraio 1798 - 29 settembre 1799), contribuendo alla formazione, insieme ai territori di Fermo e di Camerino, del Dipartimento del Tronto. Nella prima riforma territoriale del dipartimento, il Cantone di Ascoli venne suddiviso in un cantone urbano e un cantone rurale. Dopo la caduta di Napoleone, Ascoli divenne il capoluogo della Delegazione Apostolica di Ascoli fino all'Unità d'Italia.

## Elenco Podestà dal 1183 al 1815[3][4]
- 1183 - Berardo Di Massio da Ascoli
- 1185 - Gualfrido Di Massio da Ascoli, Podestà e Capitano del Popolo
- 1204 - Rinaldo Morici di Scurcula
- 1226 - Bertoldo da Ascoli
- 1230 - Andrea di Tiberio
- 1231 - Fildemisso di Lusio
- 1237 - Marcoaldo Malpilj
- 1237 - Giacomo Diotisalvi
- 1237 - Lambertino di Buvarallo
- 1238 - Bernardo Cittadini di Parma
- 1239 - Lino Di Raniero da Perugia
- 1243 - Uberto De Laudi Abruzzese[5]
- 1245 - Roberto di Castiglione
- 1247 - Giovanni Novelli di Ascoli
- 1248 - Giacomo Morra da Benevento
- 1249 - Carlo di Amelia
- 1253 - Uberto di Sommaripa da Landa
- 1254 - Gregorio Funti
- 1255 - Bonifacio di Bologna
- 1255 - Filippo de Asinellis di Bologna
- 1255 - Angelo de Panciatischis di Pistoia
- 1256 - Antonio Bibulo
- 1256 - Tomassino Amodei di Bologna
- 1261 - Grigio de Raynaldinis da Siena
- 1262 - Berardo de Raynaldis di Ascoli
- 1271 - Filippo degli Asinelli di Bologna
- 1272 - Giacobino da Correggio
- 1275 - Troilo de Visso
- 1277 - Armando de Castiglionibus
- 1277 - Giovanni d'Insula
- 1278 - Alessandro di Faba
- 1279 - Giacobino di Correggio
- 1280 - Orso Orsini da Roma
- 1281 - Grassedeno de Lursinis da Reggio
- 1283 - Corradino da Savignano di Modena
- 1285 - Monellino di Gentile
- 1285 - Rambertino di Monte Lupone
- 1288 - Raimondo De' Medici da Orvieto
- 1288 - Stefano Colonna di Roma
- 1289 - Martino d'Opanassis de Quintilianis di Lucca
- 1289 - Gerardo di Pomonte
- 1289 - Papa Nicola Quarto da Ascoli, che vi mandò in suo luogo Morettino Buonatti da Lucca
- 1289 - Stefano Colonna di Roma
- 1290 - Vanne de Malavoltis di Siena
- 1291 - Roberto della Vena
- 1291 - Schiatta de' Cancellieri di Pistoia
- 1291 - Cavalcante de Panicis di Lucca
- 1292 - Ubaldo de Interminellis di Lucca
- 129.. - Filippo degli Asinelli di Bologna
- 1294 - Barone de Mancatoribus di S. Miniato
- 1295 - Cipriano da Castel della Pieve, gonfaloniere e difensore di giustizia e gerente la podesteria
- 1295-96 - Enrico de Tolomeis da Siena
- 1296 - Arcangelo Tolomei di Siena
- 1296-97 - Bonone de Mangatoribus di S. Miniato
- 1297 - Schiatta di Cancelleriis di Pistoia
- 1297 - Baracometro di Bologna
- 1297 - Bonone de Mancatoribus di S. Miniato
- 1297 - Papa Bonifacio Ottavo (non si sa chi lo rappresentasse)
- 1297-1298 - Filippo di Spoleto
- 1298 - Gabriele Piccolomini da Siena
- 1298 - Basa Comatrio di Casa Comatribus di Bologna
- 1299 - Rainaldo de Medicis di Orvieto
- 1299 - Ilario da Pavia
- 1300 - Carlo di Amelia
- 1300 - Cavalcante De Panicis da Lucca
- 1301 - Gentile Pasinelli di Rieti
- 1301 - Andrea del Sig . Giovanni di Bevagna
- 1301 - Sinibaldo de Pasinellis di Rieti
- 1301 - Andrea di Bervagna (moravia)
- 1303 - Pietro d'Imola podestà per Sciarra Colonna
- 1303 - Francesco Orsini di Toscanella
- 1303 - Gerardino di Pomonte da Firenze
- 1307 - Ruscallo del Signor Roscio di Città di Castello
- 1308 - Balduccio di Castel Nuovo
- 1308 - Rainaldo de Bondelmontibus di Firenze
- 1308 - Raynuccio Sozio (o Sotto)
- 1308 - Giovanni de Campania Contestabile e podestà
- 1308-1309 - Marino del Sig. Corrado da Monaldis di Orvieto
- 1309 - Agostino del Sig. Corrado de Monaldis di Orvieto
- 1309 - Pongello Degli Orsi Podestà e Capitano generale
- 1309 - Iacopo Sciarra di Giovanni Colonna
- 1311 - Armando del Sig . Pietro da Guilfonibus di Gubbio
- 1311 - Buonomo de Monte
- 1311 - Buon Giovanni da Monte
- 1312 - Ugolino di Bettone
- 1312 - Armando del Sig. Pietro de Guilfonibus di Gubbio
- 1312 - Pietro di Ser Ugolino da Imola Podestà e Capitano del popolo
- 1313 - Giovanni di Cortona Vicario del Podestà
- 1313 - Banulo di Manente de Manentibus da Spoleto
- 1313 - Guidone di Cremona
- 1314 - Giovanni di Sassoferrato
- 1314 - Giovanni de Moronte da S. Alfedio Podestà e Capitano del popolo
- 1314 - Giovanni Di Bernardino di Sasso Ferrato
- 1314 - Giovanni di Guidone
- 1314 - Giovanni da Sassoferrato
- 1314 - Francesco di Simone de Plancino di Spoleto
- 1316 - Rodolfo di Varano di Camerino
- 1317 - Carlo del quondam Sig. Brodario di Sassoferrato
- 1318 - Masseo di Montefalco
- 1318 - Giovanni Novelli di Ascoli
- 1318 - Giorgio de Raynaldinis di Siena
- 1318 - Masseo di Montefalco
- 1318 - Guidone di Monte Alcino
- 1321 - Bonifacio de Graconis di Perugia
- 1321 - Armando del Sig. Pietro de Guelfinibus di Gubbio
- 1325 - Bertuccio de Buccatuj di Venezia
- 1325 - Andrea del Sig. Pietro di Cerreto
- 1325 - Bertoldo
- 1328 - Valente de Sancto Valentino
- 1329 - Andrea di Monte Melino di Perugia
- 1330 - N. N. di Pistoia
- 1333 - Pietro di Bolsena
- 1337 - Angelo del Signor Bartolomeo di Rieti
- 1339 - Corrado della Branca di Gubbio
- 1341 - Francesco di Accorrambone di Tolentino
- 1341 - Giovanni de Morontis de Sancto Geminiano
- 1343 - Ercolano Scotti da Siena
- 1343 - Francesco del Sig. Berardo da Camporinis Ascolano
- 1346 - Giovanni del Sig. Pagnone De Cimis di Cingoli Podestà e Capitano di guerra della Città di Ascoli
- 1346 - Giandomenico di Agostino de Cimis
- 1346 - Iacopo de Caprilis di Gubbio
- 1346 - Paolo Campello da Spoleto
- 1346 - M. de Albatinis di Bologna
- 1348 - Galeotto Malatesta Podestà e difensore del popolo Ascolano
- 1361 - Cicco Spalla da Spoleto
- 1364-1365 - Paolo Conte di Campello (di Spoleto)
- 1367 - Martino di Amelia
- 1375 - Angelo Panciatichi da Pistoia
- 1376 - Ugolino Giovanni de Baglionis di Perugia
- 1377 - Cipriano de Tornaquintiis di Firenze
- 1378 - Francesco De Georgiis di Venezia
- 1380 - Rosso de Riccis di Firenze
- 1380 - Francesco de Michelottis di Perugia
- 1381 - Guelfo del fu Simone dei Pugliensi di Prato
- 1382 - Paoluccio di Nino dei Guidalotti di Perugia
- 1383 - Coluccio di Rieti
- 1383 - Tomasso de' Angelellis di Bologna
- 1384 - Nicola de Palantibus di Arezzo
- 1385 - Gino de Bisdominis di Firenze
- 1386 - Lodivico di Francesco di Perugia
- 1392 - Lodovico di Spoleto
- 1393 - Giacomo Novelli
- 1394 - Silvestro de Ricci di Firenze
- 1394 - Francesco d'Andrea Ruccellai da Firenze
- 1395 - Angelo de Panciatischis di Pistoia
- 1398 - Troilo Buoncompagni da Visso
- 1398 - Palmieri di Rinaldo Altoviti da Firenze
- 1399 - L'Arcivescovo di Zadra
- 14.... - Polidoro di Perugia
- 1400 - Corazzo Carocci da Todi
- 1403 - Giorgio de Landis di Todi
- 1408 - Giacomo Novelli di Sora nel napolitano
- 1413 - Albertino Da Trani
- 1413 - Giacomo del Sig. Francesco di Perugia
- 1416 - Nicola de Pallantibus di Arezzo
- 1417 - Troilo Conti
- 1417 - Troilo de Boncompagnis Conte di Macerata
- 1421 - Belmonte da Rimini
- 1424 - Giovanni Orsi di Andrea Spirello di Perugia
- 1426 - Giovanni de Marmittellis da Terni
- 1427 - Giovanni Alanti da Todi
- 1430 - Bartolomeo di Ludovico dei Coppellis di Perugia
- 1430 - Niccolò Lelj da Spoleto
- 1430 - Andrea d'Angelo di Alatri
- 1433 - Angelo del Sig. Paolo de Sforziis di Firenze
- 1438 - Giovanni Ranieri da Norcia
- 1438 - Angelo del Sig. Paolo de Scrogiis di Firenze
- 1442 - Bartolomeo Tardoli di S. Severino
- 1444 - Bartolomeo Tardoli di S. Severino
- 1445 - Giacomo Giordano de Racanis di Spoleto
- 1448 - Giorgio Spinola Podestà e generale
- 1454 - Giacomo Fornesi
- 1456 - Battista Gerardini di Amelia
- 1458 - Angelo Ghislieri da Jesi
- 1460 - Amadeo Giustini di Città di Castello
- 1460 - Scipione della Scala da Ancona
- 1463 - Lorenzo de Raineriis di Norcia
- 1464 - Ranieri di Rimini
- 1464 - Amedeo de Iustinis di Città di Castello
- 1464 - Filippo de Ursinis di Spoleto
- 1465 - Albertino de Albertinis di Foligno
- 1465 - Gian-Antonio de Broncellis di Spoleto
- 1466 - Antonio de Manasseis di Terni
- 1467 - Giov . Antonio Leoncini da Spoleto
- 1469 - Giovanni Perotti
- 1470 - Pietro Dè Chitarris de Cesis
- 1471 - Antonio de Lorpis di Cesena
- 1471 - Giacomo di Ser. Ugolino de Farneto da Perugia
- 1471 - Dott. Azzone De Lapis di Cesena
- 1471 - Antonio de Lapis di Cesena
- 1472 - Arrigo de Panicis di Pietrasanta
- 1473 - Giovanni Antonio De Leonellis
- 1475 - Nicola Lelj di Trevi
- 1478 - Enrico de Panicis di Pietrasanta
- 1480 - Pietro Paolo da Caldarinis di Imola
- 1482 - Cav. e Dott. Pier-Filippo Orsini di Spoleto
- 1482 - Angelo Cav. de Ghisileriis da Jesi
- 1483 - Giuliano de Saracenis di Ancona
- 1483 - Marco Antonio de Scalamontibus di Ancona
- 1484 - Domenico de Cardulis di Narni
- 1484 - Francesco Ambrosini da Firenze
- 1485 - Cipriano Antonini di Foligno
- 1485 - Martino Iacoboni di Civita S. Angelo nel napoletano
- 1488 - Angelo Ghilslieri da Jesi
- 1488 - Rodolfo de Bontadosi di Montefalcone
- 1491 - Nicola Lelj di Trevi
- 1493 - Nicola Lelj di Trevi
- 1497 - Giovanni de Romanis di Norcia
- 1498 - Giulio de Pacificis di Terni
- 1499 - Gian-Francesco Rutiloni di Tolentino
- 1511 - Piernicola de filiis de Cesis
- 1512 - Bartolomeo dei Tosti di Campli
- 1512 - Niccola de Filiis di Terni
- 1515 - Cav. Benedetti
- 1517 - Pier-Simone Asilerj di Jesi
- 1518 - Giambattista Leoncelli da Spoleto
- 1519 - Gianfrancesco Ventura di Firenze
- 1520 - Giulio Pepe Napolitano
- 1520 - Giacomo Guidoni d'Accumoli
- 1528 - Antonio Ricci Veneto
- 1529 - Paolo Roselli perugino
- 1531 - Vero de Veris di Trevi
- 1533 - Emilio Boccolini mantovano
- 1535 - Paolo Russioli da Perugia
- 1535 - Virgilio Fasioli di Lionessa
- 1537 - Virgilio Fasioli di Lionessa
- 1539 - Benvenuto Stracca di Ancona
- 1540 - Giacomo Guidoni di Accumoli
- 1541 - Vitale Dolci di Spoleto
- 1542 - Giovanni Evangelista Guidolfi di Faenza
- 1543 - Francesco Tozzi di Giano
- 1544 - Signorotto Bortelli di Roccacontrada
- 1544 - Virgilio Apollinarj di Civita di Penne
- 1545 - Pier-Francesco Almorici di Foro Saraceno
- 1546 - Lepido Griforelli di Cerreto presso Ascoli
- 1547 - Evangelista Ciaberlini di Cingoli
- 1548 - Sigismondo Martignoni di Sasso Ferrato
- 1550 - Silvio Rossi da Perugia
- 1550 - Adriano Allevi da S. Ginesio
- 1551 - Silvio Rossi da Perugia
- 1551 - Pier Niccola Gemelli da Orvieto
- 1552 - Francesco Mercati da Bibiena
- 1553 - Francesco de Probis
- 1554-1555 - Adriano Allevi di S. Ginesio
- 1556 - Giovanni Pietro Bianchi
- 1557 - Ercole Polini di Camerino
- 1558 - Silvio Petrucci di Ancarano
- 1559 - Andrea Gentiloni di Staffolo
- 1560 - Lodovico Alfieri di Cortona
- 1561 - Giambattista Venturini da Fabriano
- 1562 - Ottavio Giardini di Macerata
- 1563 - Giambattista Guerrieri di Massa
- 1564 - Francesco Iasoni di Assisi
- 1564 - Pancrazio Parentani di Monte Giorgio
- 1566 - Gian Antonio Capuzj di Visso
- 1567 - Gian-Francesco Micozzi di Ancona
- 1568 - Giuseppe Leonj da Todi
- 1569 - Achille Urbani di Monte S. Martino
- 1570 - Salvatore Morelli di Porchia
- 1572 - Damofonte Diotiguardi di Accumoli
- 1572 - Alberico Gentili di S. Ginesio
- 1573 - Giulio Mincelli di Mercatello
- 1573 - Gian-Antonio Capucci di Visso
- 1574 - Giacomo Pasi di Bologna
- 1575 - Giulio Mincelli di Mercatello
- 1576 - Orazio Alavolini di Macerata
- 1576 - Annibale Benigni di Camerino
- 1577 - Teodoro Graziani di Civitella
- 1577 - Alessandro Ricciardi di Arezzo
- 1578 - Fulvio Tacchini di Fossombrone
- 1579 - Buonamonte Bruni di Colonnella
- 1579 - Servilio Palmisiani di Servigliano
- 1580 - Dordono Pasqualoni di Accumoli
- 1580 - Tommaso Colini de Iesi
- 1581 - Arcangelo Angelini di Montefiore
- 1581 - Ercole Galli da Osimo
- 1581 - Cornelio Severini da S. Ginesio
- 1582 - Domenico Tamburi di Ripatransone
- 1583 - Liverotto Manetti da Fermo
- 1583 - Francesco Carnevali di Fossombrone
- 1584 - Ercole Galli di Osimo
- 1584 - Sebastiano Visconti di Senigaglia
- 1585 - Orazio Allevi da S. Ginesio
- 1585 - Tommaso Dusj della Città di Borgo S. Sepolcro
- 1586 - Iacopo Angenii di Monte Santo
- 1586 - Fabio Ranucci di Macerata
- 1587 - Annibale Adamonti da Terni
- 1587 - Giambattista Raleotti da Fermo
- 1588 - Ottavio Severini da Campli
- 1588 - Marzio Tebaria di S. Ginesio
- 1589 - Francesco Nicolai da Veroli
- 1589 - Fabrizio Cerri da S. Ginesio
- 1590 - Girolamo Felici di Montefalco
- 1590 - Gian-Berrardino Ricci di Montorio
- 1591 - Fulvio Giberti da S. Ginesio
- 1591 - Marino Marini
- 1591 - Orazio Vitelleschi da Foligno
- 1592 - Cinzio de Bellis di Piperno
- 1593 - Orazio Cameracci da Campli
- 1593 - Fulvio Giberti di S. Ginesio (per la 2ª volta)
- 1593 - Gian Francesco Morelli di Montalto
- 1594 - Ottavio Severini di Campli
- 1594 - Ottavio Rugerj di Macerata
- 1595 - Gian Francesco Bucarelli di Osimo
- 1595 - Mercurio Pasqualoni di Accumoli
- 1596 - Camillo Ferri di Montedinove
- 1596 - Brandimarte Costantini da Venarotta
- 1597 - Marcello Galizio di Monte di Nove
- 1597 - Luca Tomassini di Ripatransone
- 1598 - Giulio Cesare Brotani da Montesecco
- 1598 - Costanzo Sala di Spoleto
- 1599 - Fulvio Giberti da S. Ginesio (per la 3ª volta)
- 1599 - Ottaviano Iacuffi da Campli
- 1599 - Girolamo Piselli di Camerino
- 1600 - Gian-Antonio Paolini dei Castelli in Regno
- 1600 - Erennio Fortini di S. Severino
- 1601 - Eusebio Gatti da Civitella
- 1601 - Bonaventura Pistrofilo da Pontremoli
- 1602 - Fulvio Giberti da S. Ginesio
- 1602 - Valentino Giovannini di Porchia
- 1603 - Gian-Berardino Silvestri da Campli
- 1603 - Giovanni Garofoli Ripano
- 1604 - Basilio Graziani di Montalto
- 1604 - Fabrizio Cerri di S. Ginesio
- 1604 - Vincenzo Marinucci di Ancarano
- 1605 - Papirio Lamponi di Montefortino
- 1605 - Donato Nati di Gubbio
- 1606 - Camillo Costanzi di Monte Alcino
- 1606 - Silvio Romani di Monte di Nove
- 1607 - Muzio Vitali da Torino
- 1607 - Fabrizio Cerri da S. Ginesio
- 1607 - Fulvio Giberti da S. Ginesio (per la 4ª volta)
- 1608 - Francesco Agliato di S. Maria in Giorgio
- 1608 - Erminio Bonifazj da Monte Giorgio
- 1608 - Fulvio Giberti di S. Ginesio (per la 5ª volta)
- 1608 - Gian-Pietro Fedeli di Macerata
- 1609 - Erminio Bonifazj da Monte Giorgio
- 1609 - Transio Transi dell'Amatrice
- 1610 - Evannio Fertini di S. Severino
- 1610 - Gaspare Lucidi di Montalto
- 1611 - Giuseppe Gueruli di Urbino
- 1611 - Regio Tallevi della Padona
- 1612 - Innocenzo Monti da Montelparo
- 1612 - Brandimarte Monti di Montelpare
- 1612 - Bonfinio Bonfini di Patrignone presso Montalto
- 1613 - Giulio Bacoli d'Agubio
- 1613 - Galeazzo Baldeschi di Perugia
- 1613 - Bonfino Bonfini da Patrignone
- 1614 - Restauro Lami da Montefiore
- 1615 - Alessandro Albartini di Sinigaglia
- 1616 - Casandro da S. Ginesio
- 1616 - Girolamo dei Conti Ferretti di Ancona
- 1617 - Clemente Gerulli di Monte Rubbiano
- 1617 - Cassandro Scortini da S. Ginesio
- 1618 - Gian-Pietro Fedeli di Macerata
- 1618 - Girolamo Vannetti di Orciano
- 1619 - Pier-Giacomo Scacchi da Fabriano
- 1619 - Paolo Olivieri di Petritoli
- 1620 - Innocenzo Saneca di Norcia
- 1620 - Lodovico Regio dalla Mandola
- 1621 - Marcantanio Guarnieri di Osimo
- 1621 - Virgilio Varrucci da Norcia
- 1622 - Gironimo Norvizj di S. Gemino
- 1622 - Filiberto Valenti da Trevi
- 1623 - Ottavio Passari di Fano
- 1623 - Panezio Giovannini di Montalto
- 1624 - Clemente Garulli
- 1624 - Francesco Migliorucci
- 1625 - Pasqualoni di Accumoli
- 1626 - Alessandro Bartolini di Urbino
- 1626 - Francesco Migliorucci
- 1627 - Pier-Francesco Mangacci di Gubbio
- 1627 - Antonio Antici da Recanati
- 1628 - Matteucci di Osimo
- 1630 - Simonetti di Offida
- 1631 - Alesio Diotiguardi di Accumoli
- 1631 - Teofilo Giberti da S. Ginesio
- 1632 - Ariodante Rossi da Montalto
- 1632 - Angelo Vincenzj
- 1633 - Alessandro Crasei di Urbania
- 1633 - Benedetto Vagnozzi di Porchia
- 1633 - Giovanni Riccitelli di Montereale
- 1633 - Giampietro Fedeli di Macerata
- 1634 - Antinoro Aldobrandini
- 1634 - Virgilio Varrucci da Norcia
- 1634 - Giambattista Lupi Teotino di Chieti
- 1635 - Giambattista Corsoli da Osimo
- 1636 - Censorio Pontani di Ancarano
- 1637 - Giambattista Lupi da Chieti
- 1638 - Rodolfo Chiarucci da Force
- 1640 - Amato Benigni di Sarnano
- 1640 - Emanuele Graziani da Civitella nel Regno
- 1641 - Lisimaco Alberici di Cerreto
- 1641 - Cesare Steianelli di Castrodarda
- 1642 - Attilio Amatori di Iesi
- 1643 - Giuseppe Olivieri di Fermo
- 1643 - Giovanni Amici di Montalto
- 1644 - Sindoneo Garofani della Ripa
- 1645 - Tommaso Bozzi da Camerino
- 1647 - Gian-Francesco Rossi di Monte Granaro
- 1649 - Berardino Simoncelli
- 1649 - Gian- Carlo Alvigi di Assisi
- 1649 - Geremia Selvaggi
- 1651 - Gregorio Farretti di Civitella del Tronto
- 1652 - Marcello Tonelli da Corropoli
- 1653 - Tommaso Vannarelli da Fermo
- 1653 - Leandro Gualtieri di S. Angelo di Fermo
- 1654 - Sidonio Garofani di Ripatransone
- 1655 - Francesco Amorotti di Monte Granaro
- 1656 - Niccola Petrelli da S. Ginesio
- 1657 - Filippo Barlocci da Montefiore
- 1658 - Niccolò Petrelli di S. Ginesio
- 1658 - Gian-Francesco Giovannelli da Monte di Nove
- 1659 - Pier Domenico Pelagalli di Monte Fiore
- 1660 - Matteo de Ippolitis di Nereto
- 1660 - Tommaso Vannarelli da Fermo
- 1661 - Giuseppe Fabri di Rimini
- 1662 - Rocco Bartolotti da Fermo
- 1663 - Niccola Massucci da Carassai
- 1665 - Emidio Cancelli di S. Benedetto
- 1665 - Teofilo Giberti da S. Ginesio
- 1666 - Salvatore Macchiati da Castroguardo
- 1668 - Giovanni Nalli da Camerino
- 1670 - Felice Enea Arcangeli di Monte di Nove
- 1670 - Antonio Adriani da S. Elpidio
- 1671 - Francesco Antonio Ranalli da Nereto
- 1673 - Carlo Riccanali da Teramo
- 1675 - Gabrielle Cinelli da Macerata
- 1676 - Francesco Antonio Marcetti da Nereto
- 1677 - Emidio Ranaldi da Nereto
- 1678 - Francesco Antonio Marcetti da Nereto (per la 2ª volta)
- 1679 - Giambattista Marcetti da Civitella del Tronto
- 1680 - Giuseppe De-Angelis di Ripatransone
- 1681 - Niccola Massucci da Castelguardo
- 1683 - Giacinto Patrola da Civitella
- 1684 - Marino Panni da S. Vittoria
- 1684 - Giulio Ranalli di Nereto
- 1685 - Francesco Bentivogli da Fossato di Perugia
- 1686 - Giulio Ranalli di Nereto (per la 2ª volta)
- 1687 - Jacopo Teodori da Force
- 1688 - Dott. Jabaria
- 1689 - Giuseppe M. Cossetti di Arquata
- 1690 - Filippo Antonio Giovannetti di Monte di Nove
- 1692 - Lorenzo Paradisi di Montalto
- 1693 - Gian-Paolo Lancellotti da Montegallo
- 1696 - Gian-Paolo Lancellotti da Montegallo (per la 2ª volta)
- 1695 - Ottavio Antonio Vergari dello Stato di Gubbio
- 1697 - Lodovico Pata Guelfi da S. Severino
- 1698 - Antonio Vincenzo Coloccini di Appignano nello Stato di Macerata
- 1699 - Orazio Cappelloni da Gubbio
- 1701 - Francesco Celj da S. Vittoria
- 1702 - Giuseppe Niccola Costantini da Macerata
- 1704 - Giuseppe Macchiati di Castroguardo
- 1705 - Domenico Ciocci di Gubbio
- 1706 - Vincenzo Chiocci da Gubbio
- 1707 - Gian Filippo Leti
- 1709 - Bartolomeo Salvucci
- 1709 - Carlo Fassinelli
- 1711 - Francesco Borgianelli
- 1712 - Giuseppe Valomei Ascolano
- 1713 - Cesare Macchiati
- 1714 - Giuseppe Macchiati
- 1716 - Sebastiano Zampiroli
- 1717 - Giuseppe Salvucci
- 1719 - Gaetano Mestichelli
- 1721 - Gian Filippo Bernabei
- 1722 - Cosmo Santucci
- 1724 - Pietro Andrea Galli
- 1725 - Cosmo Ercoli da Macerata
- 1727 - Filippo Giovannetti Romano ed oriundo Ascolano
- 1738 - Gaetano Ferri
- 1740 - Federico Ciucci Ascolano
- 1741 - Gian Francesco Viccei Ascolano
- 1743 - Angelo Serafino Giovannetti Ascolano
- 1744 - Serafino Ferranti-Cavallini
- 1746 - Innocenzo Ilari Ascolano
- 1746 - Serafino Ferranti-Cavallini
- 1748 - Serafino Ferranti-Cavallini (per la 2ª volta)
- 1749 - Pier Giacomo Testaferrata
- 1749 - Angelo Serafino Giovannetti Ascolano (per la 2ª volta)
- 1751 - Alcide Novi Ascolano
- 1752 - Ignazio Luigi Relucenti Ascolano
- 1754 - Emidio Maria Flagelli Ascolano
- 1755 - Filippo Trenta Ascolano
- 1756 - Filippo Corvi Ascolano
- 1758 - Ignazio Andrea Lazzari Ascolano
- 1759 - Niccola Malaspina Ascolano
- 1761 - Giuseppe Sassi Ascolano
- 1762 - Gian-Domenico Serafino Giovannelli Ascolano
- 1764 - Pier Giovanni Lenti Ascolano
- 1765 - Filippo Corvi Ascolano (per la 2ª volta)
- 1766 - Michelangelo Mazzolli di Urbino
- 1767 - Marino Righi della Repubblica di S. Marino
- 1767 - Michelangelo Gaetani di Civitanova
- 1769 - Giuseppe Sassi Ascolano (per la 2ª volta)
- 1770 - Michele Gaetani di Civitanova (per la 2ª volta)
- 1772 - Gian Luigi Ferri Ascolano
- 1774 - Filippo Corvi Ascolano (per la 3ª volta)
- 1775 - Domenico Cappelli Ascolano
- 1777 - Filippo Ambrosj Ascolano
- 1778 - Antonio Lenti Ascolano
- 1780 - Felice Antonio Lenti Ascolano
- 1781 - Domenico Relucenti Ascolano
- 1783 - Antonio Giovannelli Ascolano
- 1784 - Francesco Antonio Mazzocchi Ascolano
- 1786 - Michele Giovannelli Ascolano
- 1787 - Antonio Ambrosj Ascolano
- 1789 - Domenico Cappelli Ascolano
- 1791 - Antonio Giovannelli Ascolano
- 1792 - Angelo Serafino Giovannetti Ascolano (per la 3ª volta)
- 1793 - Antonio Ambrosj Ascolano (per la 3ª volta)
- 1795 - Antonio Ambrosj Ascolano (per la 4ª volta)
- 1795 - Emidio Giovannelli Ascolano
- 1797 - Filippo Corvi Ascolano (per la 4ª volta)
- 1797 - Antonio Ambrosj Ascolano (per la 5ª volta)
- 1799 - Filippo Corvi Ascolano (per la 5ª volta)
- 1800 - Felice Antonio Lenti Ascolano (per la 2ª volta)
- 1800 - Emidio Giovannelli Ascolano (per la 3ª volta)
- 1802 - Filippo Massei
- 1803 - Filippo Carfratelli
- 1806 - Emidio Giovannelli di Ascoli (per la 3ª volta)
- 1812 - Giorgio Jackson Centini
- 1815 - F. Merli
- 1815 - Giorgio Jackson Centini (per la 2ª volta)